# هانا ریش
هانا ریش (انگلیسی: Hannah Beard؛ زادهٔ ۲۲ اوت ۱۹۸۸) بازیکن فوتبال اهل بریتانیا است.
از باشگاه‌هایی که در آن بازی کرده‌است می‌توان به بریزبن رور و باشگاه فوتبال زنان لیورپول اشاره کرد.